# Xanthoparmelia maccarthyi
Xanthoparmelia maccarthyi är en lavart som beskrevs av Elix. Xanthoparmelia maccarthyi ingår i släktet Xanthoparmelia och familjen Parmeliaceae.   Inga underarter finns listade i Catalogue of Life.